# Hippomenes
Hippomenes (gr.Ἰππομένης), znany również (z mitu arkadyjskiego) jako Melanion – mąż Atalanty.
Hippomenes był synem Megareusa i Meropy. Związana jest z nim opowieść o tym jak zdobył rękę Atalanty, która będąc niechętną małżeństwu, kandydatom do swej ręki stawiała warunek, aby zwyciężyli ją w biegu. Hippomenes zwyciężył ją dzięki fortelowi: Atalanta dała mu się wyprzedzić, zbierając rzucone przezeń złote jabłka, które otrzymał od Afrodyty. Małżonkowie narazili się bogini Demeter i zostali przemienieni w parę lwów. Kybele zaprzęgła ich pod tą postacią do swego rydwanu.